# Cheongnyangni-dong
Cheongnyangni-dong (청량리동) ist ein Stadtteil im Seouler Stadtbezirk Dongdaemun-gu mit 19.116 Einwohnern (Stand: Mai 2021).

## Geschichte
Der Name leitet sich von dem früher hier befindlichen Cheongnyang-Tempel ab. 
1899 fuhr die erste Straßenbahn Koreas nach Cheongnyangni. Der Bahnhof Cheongnyangni wurde 1911 eröffnet.

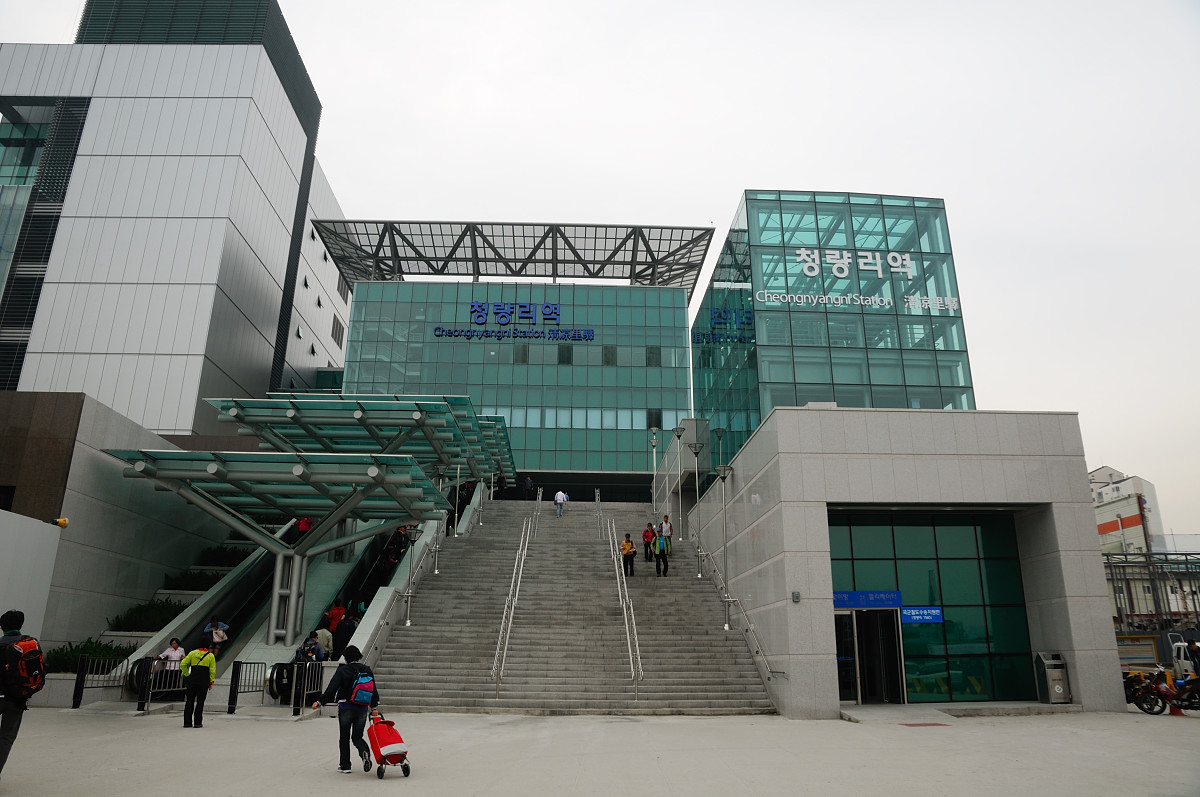
Bahnhof Cheongnyangni

## Verkehr
Vom Bahnhof Cheongnyangni fahren Mugunghwa-Züge in den Osten Koreas.

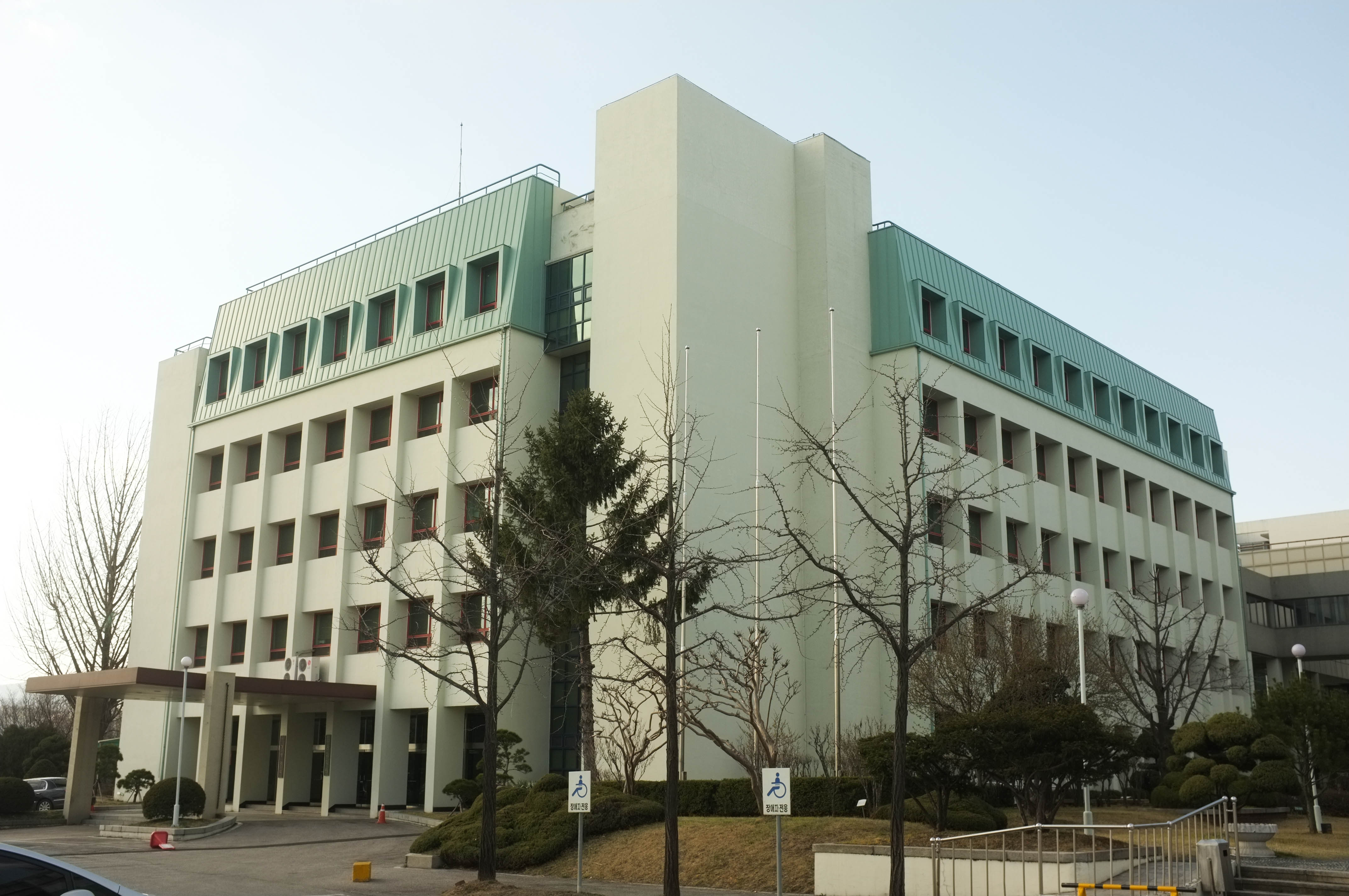
Korea Institute for Advanced Study

## Wissenschaft und Forschung
In Cheongnyangni befinden sich der Seouler Campus des KAIST mit dessen Graduiertenschule für Betriebswirtschaft und dem Korea Institute for Advanced Study, die Hallim Universität, das staatliche Institut für "Defense Analysis", das staatliche Forschungsinstitut für Forstwissenschaft und das Hongneung Arboretum.

## Sehenswürdigkeiten
In Yeonghwiwon und Sunginwon (früher als Hongneung-Gräber bezeichnet) sind König Gojong und Königin Myeongseong begraben.